# 森米·卡潘諾古
森米·卡潘諾古（土耳其語：Semih Kaplanoğlu；1963年4月4日—）是土耳其電影工作者，他以詩意的長鏡頭聞名，並以由《卵》（2007）、《乳》（2008）、《蜜》（2010）組成的「約瑟夫三部曲」最為著名，皆是以約瑟夫為角色，彼此相關卻又各自獨立，其中以《蜜》獲得第60屆柏林影展金熊獎。

## 執導作品

### 電影
- 《天涯無處不是家》（2001年）
- 《墮落天使》（2005年）
- 《卵》（2007年）
- 《乳》（2008年）
- 《蜜》（土耳其語：Bal，2010年）
- 《如果麥子消失（英语：Grain (film)）》（2017年）
- 《媽咪的煩惱人生（英语：Commitment (2019 film)）》（2019年）
- 《風中的懺悔詩（英语：Commitment Hasan）》（2021年）

## 外部連結
- Semih Kaplanoğlu在互联网电影资料库（IMDb）上的資料（英文）
- 森米·卡潘諾古在豆瓣上的资料（简体中文）